# Saidou Alioum
Saidou Alioum, född 25 juli 2003 i Maroua, Kamerun, är en kamerunsk fotbollsspelare som spelar för IFK Göteborg. Han har även gjort flera ungdomslandskamper för Kamerun.